# Клапрот, Мартин Генрих
Мартин Генрих Клапрот (нем. Martin Heinrich Klaproth; 1 декабря 1743, Вернигероде — 1 января 1817, Берлин) — немецкий химик, первооткрыватель трёх химических элементов: циркония, урана и титана. Отец востоковеда Юлиуса Клапрота.
Член Прусской академии наук (1788), Лондонского королевского общества (1795), иностранный член Парижской академии наук (1804), иностранный почётный член Петербургской академии наук (1805).

## Биография
Работал аптекарем в Кведлинбурге, Ганновере, Данциге, в 1771 году переехал в Берлин.
В 1787 году был приглашён преподавать химию в Артиллерийскую академию, а с основанием Берлинского университета стал в 1810 г. его профессором.
Клапрот был в Германии авторитетным противником теории флогистона, особенно известен своими анализами минералов, тщательность которого и позволяла выявлять новые элементы (хотя получить хотя бы один из них в чистом виде Клапроту не удалось).
В 1789 году Клапрот восстановил извлечённую из саксонской руды настурана золотисто-жёлтую «землю» до чёрного металлоподобного вещества, являвшегося оксидом урана UO2. Считая новое вещество элементом, он назвал его Ураном. В том же в 1789 году в результате анализа минерала циркона (природного силиката циркония) выделил  Цирконий в виде диоксида.
В 1795 году Клапрот открыл в минерале рутиле новый элемент и назвал его  Титаном.
Первооткрыватель явления полиморфизма: в 1798 году он установил, что минералы кальцит и арагонит имеют одинаковый химический состав — СаСО3

## Научные труды
Основные работы Клапрота, в общей сложности около 200, собраны им самим в шеститомном собрании «Beiträge zur chemischen Kenntnis der Mineralkörper» (Берлин, 1793—1815). Кроме того, Клапрот составил «Химический словарь» (нем. Chemisches Wörterbuch; 1807—1810).

## Память
- Имя Клапрота носит кратер на Луне — Клапрот (лунный кратер).
- Улица Мартина Клапрота в городе Верхняя Салда.